# Dandy in the Underworld
Albums de T. Rex
Futuristic Dragon
(1976)
Dandy in the Underworld est le 13e et dernier album du groupe glam rock T. Rex. L'album est sorti le 11 mars 1977.

## Titres
Tous les morceaux sont composés par Marc Bolan.
1. Dandy in the Underworld – 4:33
2. Crimson Moon – 3:22
3. Universe – 2:43
4. I'm a Fool For You Girl – 2:16
5. I Love to Boogie – 2:14
6. Visions of Domino – 2:23
7. Jason B. Sad – 3:22
8. Groove a Little – 3:24
9. The Soul of My Suit – 2:37
10. Hang Ups – 3:28
11. Pain and Love – 3:41
12. Teen Riot Structure – 3:33

Réédition de 1994 (Réédition remasterisée Edsel)
1. To Know You Is to Love You (To Know Him Is to Love Him) (Phil Spector) - 2:43
2. City Port - 2:41
3. Dandy in the Underworld (Single Version) - 3:49
4. Tame My Tiger - 2:30
5. Celebrate Summer - 2:36

### Prince of Players (The Alternate Dandy in the Underworld)
1. Dandy in the Underworld (Live) – 3:58
2. Crimson Moon – 3:10
3. I'm a Fool For You Girl – 2:17
4. I Love to Boogie – 2:11
5. Funky London Childhood – 2:29
6. Jason B. Sad – 3:26
7. Groove a Little (Live) – 3:25
8. The Soul of My Suit – 4:16
9. Hang Ups (Live) – 4:59
10. Pain and Love – 3:49
11. Teen Riot Structure – 3:38
12. To Know You Is to Love You (To Know Him Is to Love Him) - 3:41
13. City Port (1973) - 2:55
14. Tame My Tiger - 2:46
15. Celebrate Summer - 2:20
16. I Love to Boogie - 2:05
17. Soul of My Suit - 2:41
18. Pain and Love - 1:31
19. Teen Riot Structure - 2:42
20. Celebrate Summer - 2:49
21. Weird Strings - 5:33

## Musiciens
- Marc Bolan : chant, guitares, basse, percussion, maracas, tambourin
- Miller Anderson : guitares
- Herbie Flowers : basse
- Steve Currie : basse
- Scott Edwards : basse
- J. B. Long : violon
- Dino Dines : piano
- Chris Mercer : saxophone
- Bud Beadle : saxophone, flûte
- Steve Harley : chœurs
- Alphalfa : chœurs
- Gloria Jones et Colin Jacas : chœurs
- Tony Newman : batterie
- Paul Humphreys : batterie
- Davy Lutton : batterie